# Parti national (Pakistan)
Pour les articles homonymes, voir National Party et Parti national.
Ne doit pas être confondu avec Parti national Awami ou Parti national baloutche.
Le Parti national (anglais : National Party, ourdou : نيشنل پارٹی) est un parti politique pakistanais nationaliste baloutche de centre-gauche. Il défend les droits de cette ethnie et une autonomie élargie de la province du Baloutchistan.
Fondé en octobre 2003, le parti est dirigé par Abdul Malik Baloch depuis 2008. Il est devenu le plus important parti baloutche du pays à la suite des élections législatives de 2013, et son dirigeant est ensuite devenu ministre en chef de la province du Baloutchistan.

## Programme politique
Le Parti national défend les droits des Baloutches et leur égalité avec les autres ethnies du pays, arguant que les habitants de la province du Baloutchistan sont particulièrement frappés par la pauvreté et n'ont pas accès aux éléments de bases dans les zones rurales, notamment en matière d'éducation. Il dénonce aussi les violences qui frappent la province, en imputant l'échec aux politiques de Pervez Musharraf puis du gouvernement du Parti du peuple pakistanais.

## Historique

Le parti national en violet dans la législature 2013-2018 à l'Assemblée provinciale du Baloutchistan.

Le parti a été fondé en octobre 2003 à la suite de l'union de deux partis baloutches importants. Il est d'abord dirigé par Abdul Hai Baloch, puis en 2008, Abdul Malik Baloch est élu président du parti.
Le parti boycotte les élections législatives de 2008 pour protester contre l'état d'urgence et les opérations militaires en cours dans la province du Baloutchistan contre des groupes armés baloutches. Une faction dissidente du parti conteste toutefois ce boycott et participe aux élections.
À la suite des élections législatives de 2013, le parti remporte un siège de député à l'Assemblée nationale et onze sièges à l’Assemblée provinciale du Baloutchistan, devenant ainsi le premier parti pro-Baloutches du pays et le troisième de la province. Le parti entame des négociations avec le Pashtunkhwa Milli Awami, premier dans la province, et la Ligue musulmane du Pakistan (N), deuxième force au niveau local et vainqueur des élections au niveau national, afin de former un gouvernement de coalition dans la province rassemblant les représentants des deux communautés les plus importantes de la province, les Baloutches et les Pachtounes, qui s'opposent régulièrement. 
En vertu de l'accord, Abdul Malik Baloch devient ministre en chef de la province pour la première moitié de la législature alors que le PMAP obtient le poste de gouverneur.
Le parti subit une lourde défaite lors des élections législatives de 2018, perdant tous ses élus fédéraux et provinciaux avec un vote populaire réduit de moitié au niveau national, même s'il réunit toujours près de 5 % des voix dans la province du Baloutchistan. En 2020, le parti rejoint le Mouvement démocratique pakistanais, une coalition d'opposition s'opposant au Premier ministre Imran Khan.

## Résultats

### Législatives
| Année | Votes   | %       | Députés | Position                   |         |
| ----- | ------- | ------- | ------- | -------------------------- | ------- |
| 2008  | Boycott | Boycott | Boycott | Boycott                    | Boycott |
| 2013  | 61 148  | 0,13    | 1 / 342 | Opposition                 |         |
| 2018  | 33 432  | 0,06    | 0 / 342 | Extra-parlementaire        |         |
| 2024  | 68 741  | 0,12    | 1 / 336 | Soutien sans participation |         |

### Baloutchistan
| Année | Votes   | % (votes) | % (sièges) | Députés |         |
| ----- | ------- | --------- | ---------- | ------- | ------- |
| 2008  | Boycott | Boycott   | Boycott    | Boycott | Boycott |
| 2013  | 61 148  |           | 16,9       | 11 / 65 |         |
| 2018  | 33 432  | 4,91      | 0          | 0 / 65  |         |
| 2024  | 135 589 | 5,95      |            | 4 / 65  |         |